# Parada Santo Cristo
A Parada Santo Cristo é uma das estações do VLT Carioca, situada no Rio de Janeiro, antecedida pelas paradas Cidade do Samba Tia Ciata (pela Linha 1) e Gamboa (pela Linha 2 e Linha 4) e sucedida pela Parada Cordeiro da Graça.
Foi inaugurada em 12 de julho de 2016. Localiza-se no cruzamento da via Binário do Porto, Rua Arlindo Rodrigues e Avenida Oscar Niemeyer com a rua Santo Cristo. Atende o bairro do Santo Cristo.